# Stefano Travisani
Stefano Travisani (Milano, 16 settembre 1985) è un arciere italiano specialista nell'arco ricurvo e vincitore di due medaglie nei Giochi paralimpici.

## Biografia
Di professione architetto, durante un'escursione in mountain bike nel 2015 cadde in un vuoto non segnalato e si fratturò la colonna vertebrale, riportando una lesione che lo rese paraplegico. Nel corso della riabilitazione, si appassionò al tiro con l'arco, inizialmente per rinforzare la muscolatura del tronco.
Esordì in nazionale ai campionati mondiali di Pechino nel 2017, vincendo la medaglia d'oro nel mixed team insieme ad Elisabetta Mijno a due anni di distanza dall'incidente. Nel 2018 ottenne invece il bronzo a squadre agli europei.
Nel 2019 prese parte ai campionati mondiali Para Archery di 's-Hertogenbosch vincendo l'argento nel mixed team insieme a Elisabetta Mijno, medaglia che gli valse la qualificazione per le Paralimpiadi di Tokyo. Anche in questa occasione, si aggiudicò la medaglia d'argento nella gara a squadre miste in coppia con la collega Mijno perdendo allo spareggio contro i russi Kirill Smirnov e Margarita Sidorenko. La medaglia conquistata fu la duecentesima nella storia dell'Italia alle Paralimpiadi, nonché la trentesima nel tiro con l'arco.
Ai campionati europei Para Archery 2022 di Roma vinse la medaglia di bronzo nel torneo individuale battendo in finale agli shoot-off il francese Guillaume Toucoullet. Ai mondiali del 2022, vinse l'oro nel mixed team.
Nel 2023 partecipò ai Campionati europei paralimpici di Rotterdam, dove vinse nuovamente l'argento in coppia con Elisabetta Mijno nel team misto.
Qualificatosi per le sue seconde Paralimpiadi nell'edizione di Parigi 2024, uscì dal torneo individuale al primo turno. Nella gara a squadre miste, invece, lui ed Elisabetta Mijno ottennero l'accesso diretto ai quarti di finale, dove superarono il team indonesiano per 5-3; in semifinale sconfissero gli avversari indiani per 6-2. Nella finale Travisani e Mijno affrontarono la coppia turca formata da Merve Nur Eroğlu e Sadık Savaş, riuscendo a sconfiggere i rivali con il punteggio di 6-2 e aggiudicandosi la prima medaglia d'oro per entrambi nelle Paralimpiadi.
Tesserato con le Fiamme Azzurre, Stefano Travisani si allena con il gruppo sportivo della Difesa.

## Palmarès
- Giochi paralimpici:

Tokyo 2020: argento nella gara a squadre miste
Parigi 2024: oro nella gara a squadre miste
- Campionati mondiali Para-Archery

Pechino 2017: oro nella squadra mista open
’s-Hertogenbosch 2019: argento nella squadra mista open
Dubai 2022: oro nella squadra mista open
Pilsen 2023: argento nella squadra mista open
- Campionati europei Para-Archery

Pilsen 2018: bronzo a squadre
Roma 2022: bronzo nell'individuale open, argento nella squadra mista open e bronzo a squadre
Rotterdam 2023: oro nella squadra mista open e bronzo a squadre
Roma 2024: argento a squadre